# جاك كونروي
جاك كونروي (بالإنجليزية: Jack Conroy)‏ هو كاتب أمريكي، ولد في 5 ديسمبر 1899 في موبرلي في الولايات المتحدة، وتوفي بنفس المكان في 28 فبراير 1990.

## وصلات خارجية
- جاك كونروي على موقع IMDb (الإنجليزية)
- جاك كونروي على موقع الموسوعة البريطانية (الإنجليزية)